# IC 1471
IC 1471 ist eine Galaxie im Sternbild Wassermann auf der Ekliptik. Sie ist schätzungsweise 439 Millionen Lichtjahre von der Milchstraße entfernt.
Das Objekt wurde am 2. November 1891 vom französischen Astronomen Stéphane Javelle entdeckt.